# Die Neffen des Herrn General
Die Neffen des Herrn General ist ein deutsch-italienischer Spielfilm aus dem Jahre 1969 von Erwin C. Dietrich.

## Handlung
Auf einer Erhebung auf Sylt residiert ein im Ruhestand befindlicher General in seiner Villa in kostbarem Ambiente (wertvolle Kandelaber, Ritterrüstungen, kostbare Teppiche). Gemeinsam mit seinem Diener Charles beobachtet er mit seinem Doppel-Periskop voll Wollust das (nackte) Treiben der jungen Mädchen am Nudisten-Strand von Norddeutschlands Urlaubsinsel Nr. 1. Dem sich ziemlich langweilenden, bulligen Ex-Offizier gelüstet es nach diesem „Frischfleisch“, und so beauftragt er seine beiden derzeit Dienst an der Waffe tuenden Neffen Alain und Maurice, die er für diese heikle Mission vorübergehend freistellen lässt, einige der allzu willigen, gut gebauten und jungen Damen auf seine Residenz „abzuschleppen“. Während die beiden jungen Männer mit ihrem Aussehen mehrere Mädels in die Villa locken können und rasch bei der holden Damenwelt verfangen, macht der pensionierte General keinen Stich und bleibt bei der hässlichen und anhänglichen Emma, einer alten Jungfer und Hausangestellten, hängen. Nun muss Butler Charles ran und seinen Mann stehen und damit zeigen, wie loyal er gegenüber seinem Chef, dem lüsternen Strategen, in seiner letzten Schlacht, ist…

## Produktionsnotizen
Die Neffen des Herrn General entstand 1969 auf Sylt und wurde am 1. August 1969 uraufgeführt. Der Werbetext verhieß „eine Badekomödie im wohltuenden Reizklima der Nacktinsel Sylt“. Es war Dietrichs erste Co-Produktion mit der kleinen Prestige-Film in Rom. Diese arbeitete unter der Leitung von Maria Grazia Frigerio bald so eng und exklusiv mit Dietrich zusammen, dass sie als sein Standbein in Italien gelten konnte. In Italien kam der Film erst rund ein Jahr später in einer kürzeren Schnittfassung unter dem Titel Il paradiso dei nudisti in die Kinos.
Für den 55-jährigen Herbert Knippenberg, der den General spielte, war dies der letzte Kinofilm. Er starb im Jahr darauf.

## Kritik
Das Lexikon des Internationalen Films befand lapidar: „Schwachsinniger Sexfilm.“